# Kepler-443 b
Kepler-443 b, precedentemente noto con la designazione KOI-4745 b, è un pianeta extrasolare che orbita attorno a Kepler-443, una stella nana arancione più piccola e fredda del Sole, avente una massa ed un raggio rispettivamente del 74% e del 70% di quelli della nostra stella. È situato nella costellazione del Cigno e dista 2541 anni luce dal sistema solare. 

## Caratteristiche
Il pianeta è stato scoperto nel gennaio del 2015 con il metodo del transito, tramite il telescopio spaziale Kepler, e considerando le sue caratteristiche, come il raggio pari a 2,33 volte quello terrestre. Considerato il suo raggio Torres et al. indicano che il pianeta ha solo il 4,9% di essere roccioso; è molto probabile che si tratti di un mininettuno senza superficie solida o di un pianeta oceanico, piuttosto che una super Terra.
Orbita nella zona abitabile della propria stella in 178 giorni terrestri ad una distanza che è circa la metà della distanza che separa la Terra dal Sole (0,5 UA). Il suo indice di similarità terrestre è di 0,71, mentre la sua temperatura di equilibrio, secondo il Planetary Habitability Laboratory dell'Università di Portorico di Arecibo, è di 247 kelvin (-26 °C). La sua eccentricità orbitale relativamente elevata (e=0,11) implica che al periastro il pianeta disti circa 0,44 UA, contro i 0,55 UA di quando si trova all'afastro, quindi durante il suo "anno" (di 177 giorni terrestri) il pianeta sperimenta oscillazioni della sua temperatura di equilibrio notevoli, di quasi 30 K